# Salangane géante
Hydrochous gigas
Genre
Espèce
Synonymes
- Hydrochrous gigas

Statut de conservation UICN

 NT  : Quasi menacé
La Salangane géante (Hydrochous gigas) est une espèce d'oiseaux de la famille des Apodidae, l'unique représentante du genre Hydrochous.
Son aire s'étend à travers la Malaisie, Sumatra et Java.